# Дюваль, Доринья
Доринья Дюваль (порт.-браз. Dorinha Duval, настоящее имя — Дора Тейшейра; 21 января 1929, Сан-Паулу — 21 мая 2025) — бразильская актриса, певица и художница. Стала известна благодаря ролям в популярных теленовеллах Бразилии, а также из-за убийства третьего мужа.

## Биография

### Ранние годы
Дора Тейшейра родилась 21 января 1929 года в Сан-Паулу, Бразилия. В подростковом возрасте присоединилась к танцевальной группе Карлоса Лисбоа, выступая в казино штата Сан-Паулу. Играла на маракасах, за что получила прозвище «Dorah Maraca». Также была известна как «Chininha» из-за характерного разреза глаз. Была замечена актёрами Марией Ирмой и Хуаном Даниэлем, родителями режиссёра Даниэла Фильо, и начала карьеру в варьете. В 2006 году появилась в теленовелле «Belíssima», вспоминая свои годы в варьете.

### Карьера
Дюваль начала с радиоспектаклей, затем перешла на телевидение. С 1957 по 1959 год снималась в программе «TV de Comédia» на Rede Tupi. Также работала на TV Rio и TV Excelsior. В 1969 году начала работать на TV Globo, сыграв в теленовелле «Verão Vermelho». В начале 1970-х годов снялась в успешных теленовеллах: «Irmãos Coragem» (1970), «Minha Doce Namorada» (1970) и «Selva de Pedra» (1972). В 1973 году сыграла в «O Bem-Amado», первой цветной теленовелле Бразилии. В 1977 году исполнила роль Куки в детском сериале «Sítio do Picapau Amarelo». Также снималась в фильмах, включая «Veneno» (1952) и «As Aventuras de Pedro Malasartes» (1960).

### Личная жизнь и убийство мужа
Была замужем трижды. Первый брак с режиссёром Марио Помпонетом Жуниором, от которого родилась дочь в 1965 году. Второй брак с Даниэлом Фильо, заключённый в Лас-Вегасе. Третий муж — продюсер Паулу Сержиу Гарсия Алкантара, на 16 лет моложе Дюваль. В 1980 году, после продолжительных оскорблений и унижений со стороны мужа, застрелила его тремя выстрелами. Первоначально была приговорена к 18 годам тюрьмы, но позже срок был сокращён до 6 лет.
После освобождения из тюрьмы решила не возвращаться к актёрской карьере. В 2002 году выпустила автобиографию «Em Busca da Luz», в которой рассказала о пережитом изнасиловании в 15 лет, аборте, проституции, попытке самоубийства и обстоятельствах убийства мужа. В 2006 году появилась в финальном эпизоде теленовеллы «Belíssima».

### Смерть
Скончалась 21 мая 2025 года в возрасте 96 лет.